# Grayback-Klasse
Die Grayback-Klasse war eine Schiffsklasse von dieselelektrisch angetriebenen U-Booten mit Marschflugkörpern der United States Navy. Die beiden Einheiten der Klasse waren USS Grayback und USS Growler. Beide wurden 1958 in Dienst gestellt und bereits 1964 wieder ausgemustert, da die Marschflugkörper bezüglich ihrer Reichweite hinter den U-Boot-gestützten ballistischen Raketen zurückblieben. Die Grayback wurde 1969 als Transport-U-Boot reaktiviert und diente bis 1984 in dieser Funktion, während ihr Schwesterschiff in der Reserveflotte verblieb.
Die Hauptbewaffnung der Boote bestand aus vier nuklear bestückten Marschflugkörpern des Typs SSM-N-8A Regulus oder zwei SSM-N-9 Regulus II. Mit diesen Waffen fuhren die Boote Patrouillen im Pazifik und waren damit Teil der Politik der nuklearen Abschreckung im Kalten Krieg.

## Geschichte

### Planung und Bau
Ab 1947, nach dem Zweiten Weltkrieg, begann die US Navy mit Marschflugkörpern zu experimentieren. In diesem Rahmen wurden auch U-Boote mit Marschflugkörpern ausgerüstet. Die beiden Weltkriegs-Boote Tunny und Barbero wurden mit ersten Regulus-Modellen ausgerüstet, 1953 fand der erste Start eines solchen Marschflugkörpers statt.

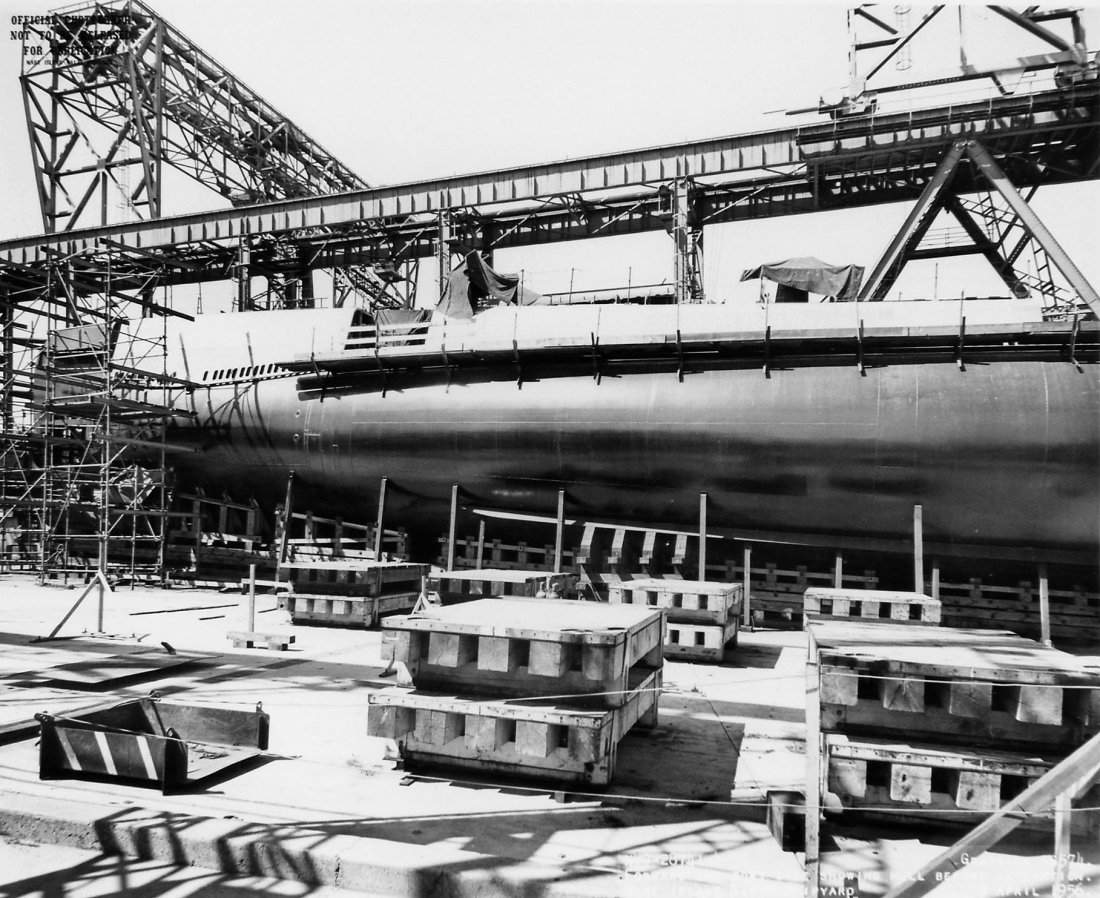
Grayback 1956 als Jagd-U-Boot im Bau

Jedoch plante die US Navy vorerst keine weiteren Boote dieses Typs zu bauen und plante weitere herkömmliche Jagd-U-Boote. Im GUPPY-Programm waren bereits Weltkriegs-U-Boote modernisiert worden, neue Boote firmierten als Tang-Klasse. 1953 wurde dann die Grayback als Klassenschiff einer weiter verbesserten Tang-Klasse in Auftrag gegeben, 1954 die Darter als zweite und 1955 die Growler als dritte Einheit der Klasse. Bauwerft der Grayback war die Mare Island Naval Shipyard, die der Darter Electric Boat und Growler wurde auf der Portsmouth Naval Shipyard gefertigt.
Da die Navy jedoch inzwischen die verbesserte Regulus II entwickelt hatte, die von ihrer Reichweite als Waffe zur Abschreckung verwendet werden konnte, entschied die Navy, weitere U-Boote für den Abschuss von Marschflugkörpern auszurüsten. 1956 wurde die nuklear angetriebene Halibut in Auftrag gegeben, um außerdem schnell auch moderne konventionell getriebene U-Boote mit Marschflugkörpern zu besitzen, entschied die Navy sich 1956, statt Neubauten die Grayback und die Growler entsprechend zu modernisieren. Dafür wurden die Rümpfe, deren Bau bereits weit fortgeschritten war, im Bugbereich um die Marschflugkörper-Hangars erweitert. Auch intern ergaben sich im Heckbereich Unterschiede bezüglich der Raumaufteilung.
1957 (Grayback) beziehungsweise 1958 (Growler) wurden die beiden Boote dann als Marschflugkörper-Plattformen vom Stapel gelassen und beide 1958 in Dienst gestellt. Darter wurde als Jagd-U-Boot vollendet. Die Baukosten sind nicht bekannt geworden.

### Einsatzzeit

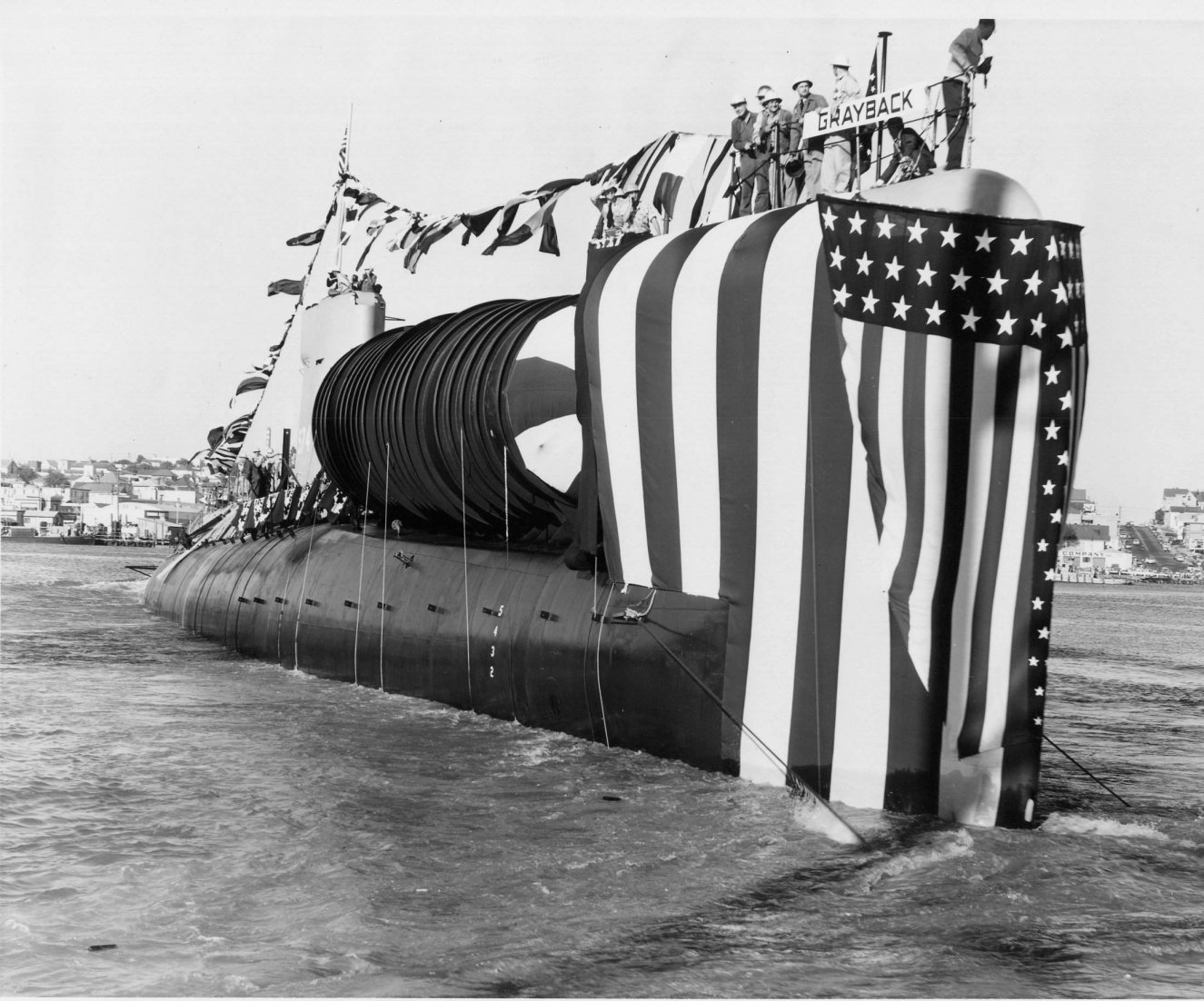
Stapellauf der Grayback

1959 waren beide Boote der Klasse in Pearl Harbor auf Hawaii stationiert. Da die Navy jedoch bereits kurz nach dem Stapellauf das Regulus-II-Programm abgebrochen hatte, gingen die Boote mit Regulus I auf Fahrt, lediglich Grayback feuerte während ihrer Erprobung einen dieser Flugkörper ab. Statt der Regulus II entwickelte die Navy die U-Boot-gestützte ballistische Raketen vom Typ UGM-27 Polaris, und mit dieser auch entsprechende U-Boote mit ballistischen Raketen (SSBN). 1964 übernahmen die ersten SSBN der Klassen George Washington, Ethan Allen und Lafayette komplett die Abschreckung von den fünf Marschflugkörper-U-Booten, entsprechend wurden die beiden Graybacks noch im selben Jahr, nach nur jeweils neun Abschreckungs-Patrouillen, außer Dienst gestellt und der Reserveflotte zugeteilt. Entsprechend wurden weitere geplante SSG nicht mehr fertiggestellt.
Die Grayback wurde 1968 reaktiviert und in der Mare Island Naval Shipyard modifiziert. Sie wurde von 1969 an als Transport-U-Boot für Spezialkräfte eingesetzt, die die Marschflugkörper-Hangars zum heimlichen Ein- und Ausschiffen verwendeten. Da die Kosten für den Umbau jedoch mit 30 Millionen Dollar doppelt so hoch wie vorgesehen waren, nahm man bei Growler Abstand von ähnlichen Plänen und beließ diese in der Reserveflotte. Die Grayback blieb so bis 1984 in Dienst.
Growler wurde 1980 aus dem Naval Vessel Register gestrichen und für die Versenkung als Zielschiff vorgesehen, die Grayback nach ihrer Außerdienststellung 1984 ebenso. Während die Grayback 1986 tatsächlich vor der Naval Base Subic Bay versenkt wurde, konnte die Growler gerettet werden. 1988 wurde sie an das Intrepid Sea-Air-Space Museum gestiftet und liegt heute als Museumsschiff vor New York City.

## Technik

### Rumpf

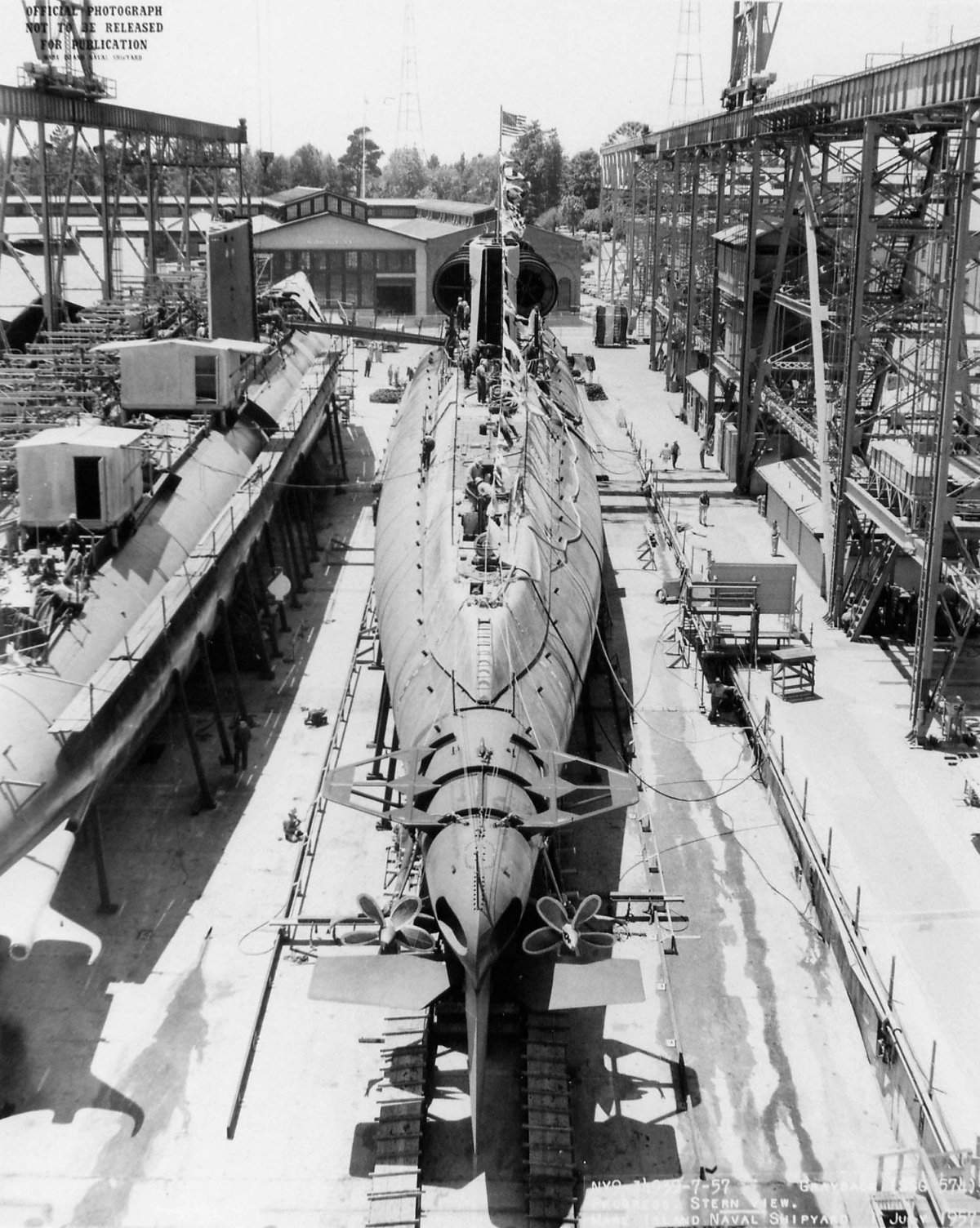
Rumpf der Grayback kurz vor dem Stapellauf

Der ursprüngliche Rumpf der Grayback als Jagd-U-Boot war rund 85 Meter lang. Durch die Einfügung der Raketen-Sektion wuchs die Länge dann auf rund 98 Meter. Die Growler war rund 1,2 Meter kürzer. Auch in der Breite unterschieden die beiden Boote sich leicht, Grayback war mit 9,1 Meter rund 80 Zentimeter breiter als Growler. Der Tiefgang lag bei beiden Booten bei 5,8 Metern. Die Druckhülle der Grayback war 5,5 Meter im Durchmesser, die der Growler nur 4,9 Meter. Entsprechend lag die maximale Verdrängung der Grayback mit 3650 Tonnen (ts) rund 100 ts höher als die der Growler. Der Turm erhob sich mittschiffs rund 7 Meter über das Deck. Die höchste zugelassene Tauchtiefe der Boote in Friedenszeit betrug 215 Meter (700 Fuß), die Zerstörungstiefe, bei der die strukturelle Integrität des Rumpfes nicht mehr gewährleistet werden kann, lag 1,5-fach darüber, also bei rund 320 Metern (1050 Fuß). Bei Graybacks Konversion zum Transport-U-Boot wurde das U-Boot noch einmal verlängert, so dass es bei Wiederindienststellung 1969 rund 101,8 Meter maß. Im Zuge dieses Umbaus wurde auch der Turm deutlich erhöht.
Die Form des Rumpfes war durch den erhöhten Bugbereich recht ungewöhnlich. Das Design des Jagd-U-Bootes wie ursprünglich vorgesehen war noch von den Weltkriegs-U-Booten inspiriert, mit flachem Deck, scharfem Zerstörerbug und zwei Propellern. Damit gehörten die Boote der Grayback-Klasse zu den letzten fertiggestellten U-Booten der US Navy, die noch diese alte Rumpfform aufwiesen; die nachfolgenden Klassen besaßen einen Rumpf in Tropfenform, wie er bereits 1953 auf der Albacore realisiert worden war. Das Äußere der Graybacks wird dominiert durch den Hangar für die Marschflugkörper. Die Verkleidung dafür nimmt vom Bug beginnend rund 30 Meter ein, an dieser Stelle ragt das Deck 3,4 Meter über das Hauptdeck heraus.
Direkt unter dem Turm lag die Kommandozentrale der U-Boote. Richtung Bug befanden sich die Quartiere der Offiziere und Mannschaften, dazwischen befand sich die Navigation und die Kontrollräume für die Regulus; davor lag der Bugtorpedoraum. Richtung achtern folgten auf die Zentrale erst Messen und Aufenthaltsräume, dann die Maschinenanlagen und im Heck der achterliche Torpedoraum. Growler hatte eine etwas andere interne Aufteilung, dort waren die Mannschaften hinter der Kommandozentrale untergebracht. Mittschiffs existierten auf beiden Booten zwei Decksebenen, im Bug und im Heck nur eine.

### Antrieb
Die Boote der Grayback-Klasse besaßen einen dieselelektrischen Antrieb. Im Einsatz wurden zwei Elektromotoren, hergestellt von Elliott, von Batterien gespeist. Die Batterien konnten von drei Dieselmotoren von Fairbanks, Morse and Company aufgeladen werden, bei der Oberflächenfahrt konnten diese das Boot auch direkt antreiben. Während der Tauchfahrt konnten die Dieselmotoren nur laufen, wenn sich das Boot knapp unterhalb der Wasseroberfläche befand, da die entstehenden Abgase durch einen Schnorchel abgelassen werden mussten, der am achterlichen Ende des Turms ausgefahren werden konnte. Die Dieselmotoren erreichten eine Leistung von 6000 PS, der Elektromotor von 4700 PS. Die Batterien befanden sich unter den Unterkünften und Messen beidseits der Kommandozentrale.
Angetrieben wurden die Boote von zwei fünfblättrigen Propellern. Die Höchstgeschwindigkeit über Wasser lag bei rund 20 Knoten, getaucht bei rund 15. Da bei solch hohen Geschwindigkeiten die Batterien jedoch nur wenige Minuten vorhielten, lag die normale Einsatzgeschwindigkeit weit darunter. Bei niedrigen Geschwindigkeiten war es möglich, tagelang nur auf Batterie zu fahren. Da die Dieselmotoren sehr laut waren und entsprechend einfach von feindlichen Marineeinheiten zu erfassen waren, war es daher wichtig, möglichst wenig Energie zu verbrauchen, um nur selten schnorcheln zu müssen.

### Bewaffnung und Elektronik

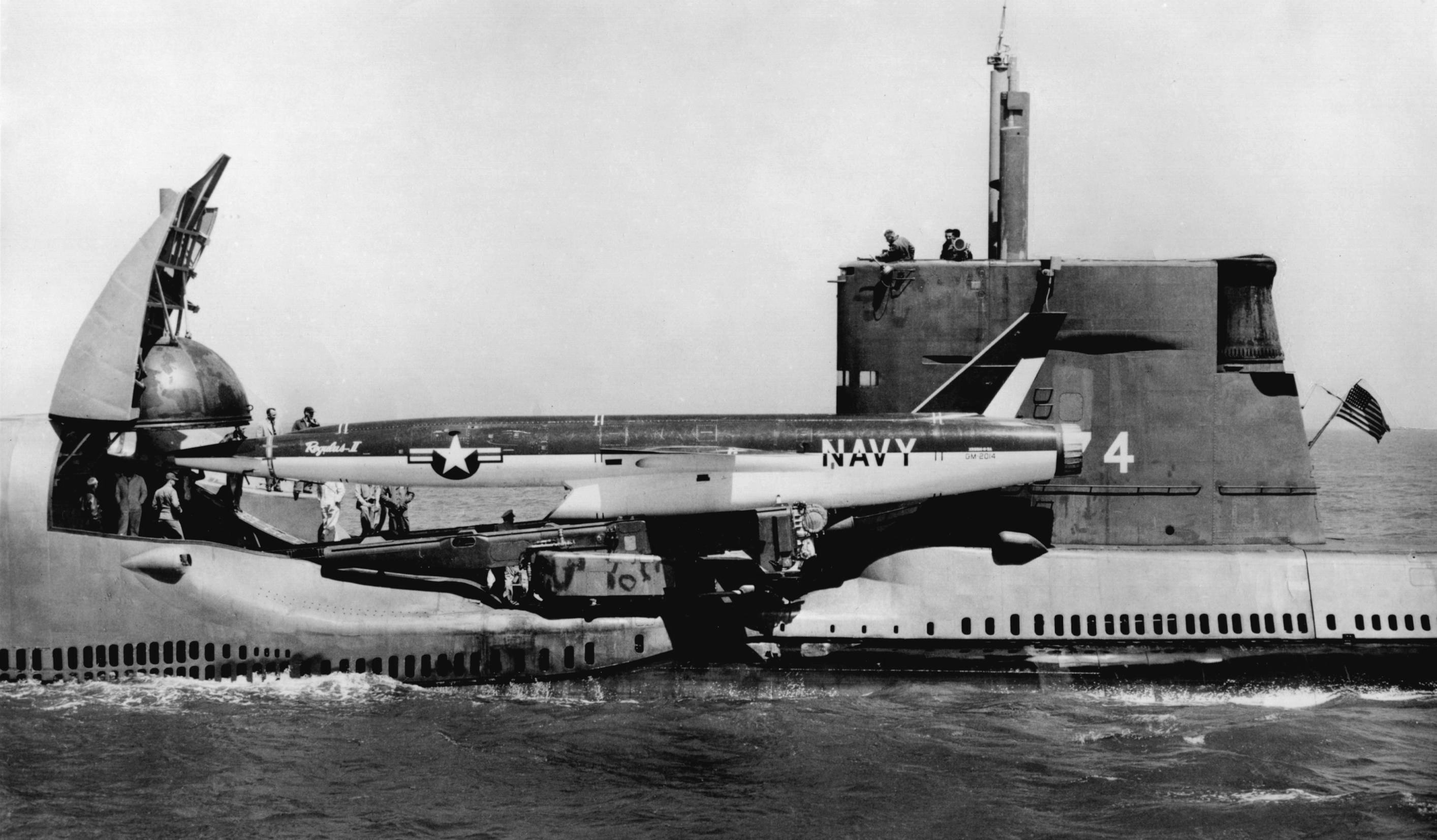
Die Crew bereitet eine Regulus II auf den Start vor

Die Hauptbewaffnung der Boote bestand aus den mit Nuklearsprengköpfen versehenen Marschflugkörpern des Typs SSM-N-8A Regulus, später auch der verbesserten SSM-N-9 Regulus II. Diese wurden in den auffälligen Hangars im Bug gelagert. Die beiden je 21 Meter langen Röhren konnten insgesamt vier Regulus oder zwei Regulus II aufnehmen. Zum Start musste das Boot auftauchen, die Crew musste einen Marschflugkörper auf einen Schlitten laden und diesen über ein Schienensystem aus dem Hangar schieben. Dann konnte der Schlitten nach außenbord gedreht und der Flugkörper aufgerichtet werden. Erst daraufhin war der Start möglich. Da dieser Prozess viel Zeit in Anspruch nahm, war das Boot in dieser Zeit besonders angreifbar.

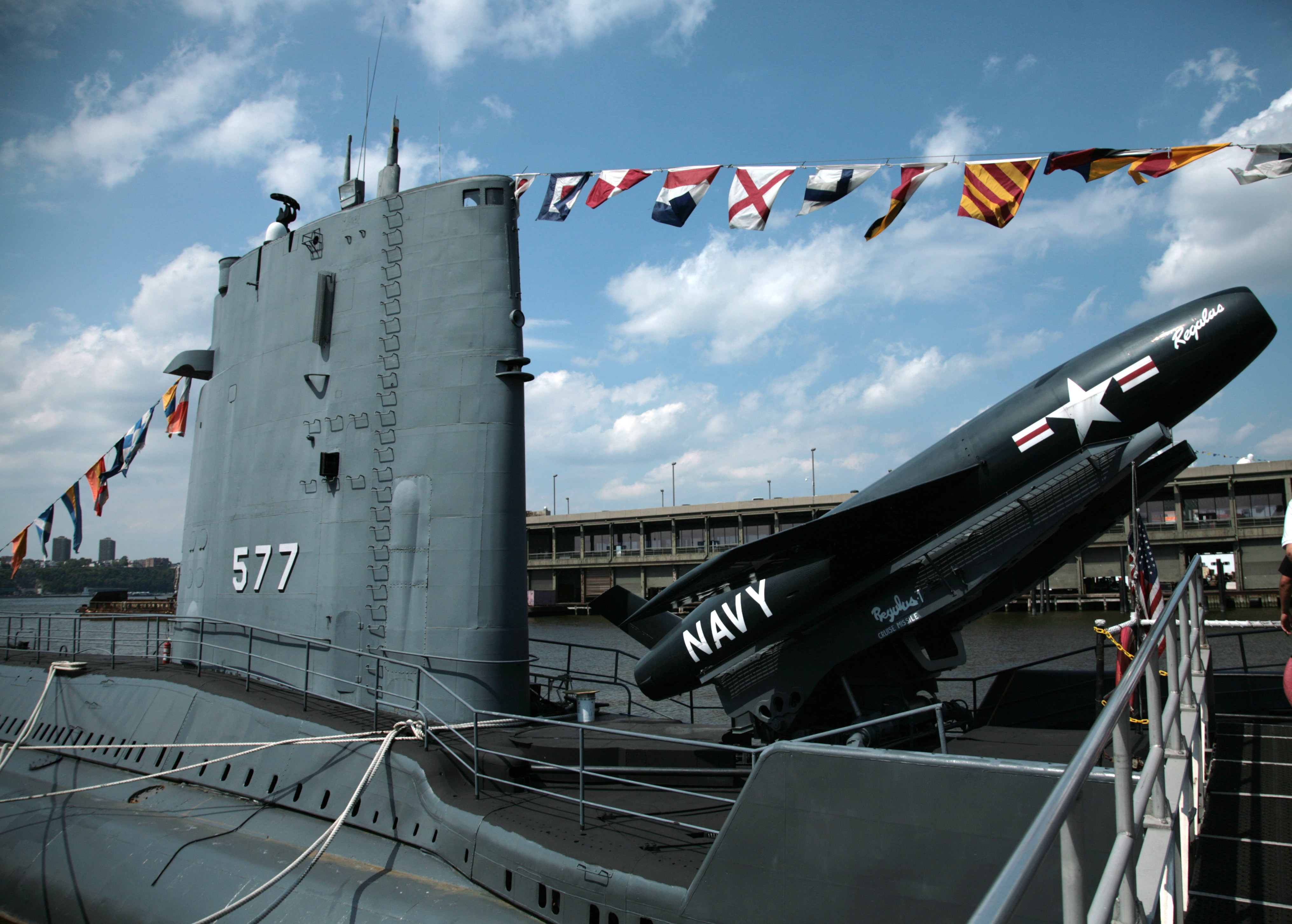
Eine Regulus I, zum Start aufgestellt

Zusätzlich zu den Regulus, die als Angriffswaffe konzipiert war, besaßen die U-Boote auch Torpedorohre zur Selbstverteidigung. Auch hierbei unterschieden sich die beiden Boote der Klasse leicht voneinander. Während die Grayback noch sechs Rohre mit Durchmesser 533 Millimeter im Bug hatte, war die Growler mit nur noch vieren ausgestattet. Die Rohre waren in zwei Gruppen zu drei beziehungsweise zwei Rohren auf beiden Seiten des Bugs angeordnet. Im Heck hatten beide Boote zwei nach hinten gerichtete 533-Millimeter-Rohre. An Bord befanden sich 22 Torpedos.
Während Graybacks zweiter Einsatzperiode als Transport-U-Boot wurden die ehemaligen Regulus-Hangars zu Trockenkammern für Kampftaucher etwa der Navy SEALs umgerüstet. Aus diesen Kammern konnten Taucher auch bei Tauchfahrt abgesetzt werden, zusätzlich lagerten dort bis zu vier SEAL Delivery Vehicles und weitere Ausrüstung. Gleichzeitig wurden zwei der sechs Bugtorpedorohre entfernt.
Als Sonar verwendeten die Boote ein aktives BQS-4, das in einer BQR-2-Basis für passiven Sonarempfang lokalisiert war. Das aktive Sonar arbeitete auf einer Frequenz von 7 kHz und besaß eine Reichweite von 6 bis 8 Seemeilen. Passiv konnte ein schnorchelndes U-Boot über bis zu 20 Seemeilen aufgefasst werden. Mit der Wiederindienststellung der Grayback 1969 wurde auch deren Sonarsystem modernisiert. Sie erhielt ein passives BQG-4-PUFFS-Sonar, was sich äußerlich in drei deutlich sichtbaren Sonarflossen niederschlug. Diese befanden sich am Deck auf dem ehemaligen Regulus-Hangar, hinter dem Turm und am Heck. Diese dienten vor allem zur Abstandsbestimmung eines erfassten Ziels.

## Besatzung
Die Besatzung der Boote bestand aus 10 Offizieren und 78 Mannschaften. Die Quartiere der Offiziere befanden sich direkt vor der Kommandozentrale und hinter der Navigationsabteilung, so dass die Wege für Offiziere in die Kontrollräume so kurz wie möglich gehalten werden konnten. Die Schlafräume der Crew befanden sich weiter Richtung Bug auf Grayback und Richtung Heck auf Growler. Als Transport-U-Boot konnte die Grayback noch einmal so viele Kampfschwimmer aufnehmen. Dafür war der Rumpf verlängert worden, Räume wie die Raketenkontrolle wurden außerdem nicht mehr für ihren ehemaligen Zweck benötigt und konnten so der Unterbringung der zusätzlichen Männer dienen.
Die Mahlzeiten für die Besatzung wurden in der Kombüse zubereitet, die direkt hinter der Zentrale lag, dort befanden sich auch die Messen getrennt nach Offizieren und Mannschaften. Der Tagesablauf der Besatzung bestand aus jeweils acht Stunden Wache, Bereitschaft und Freizeit. In dieser konnte sich die Besatzung in den Ruheräumen, die sich Richtung Heck erstreckten, aufhalten.

## Einsatzprofil

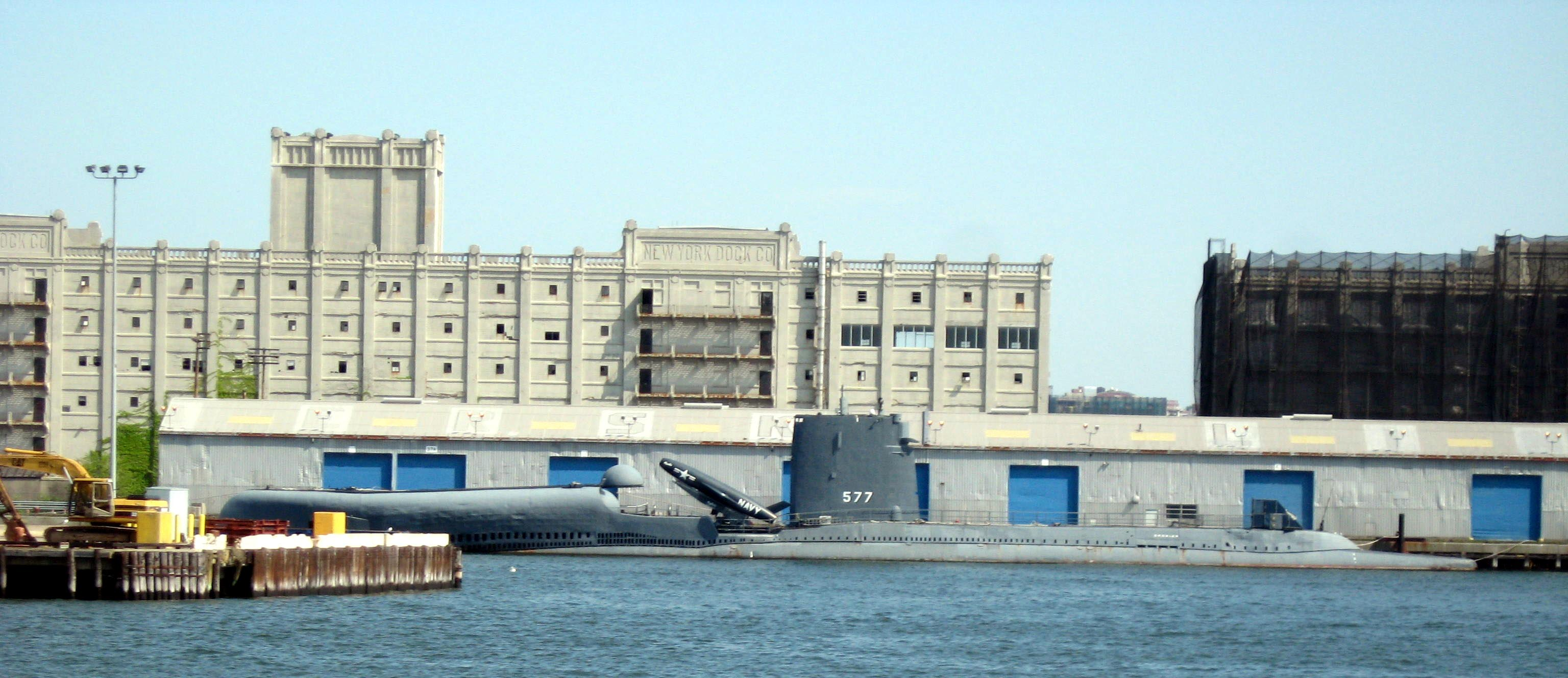
Die Growler als Museumsschiff an der Pier in New York

Hauptaufgabe der Grayback-Boote waren Patrouillenfahrten zur nuklearen Abschreckung. Beide Boote wurden ausschließlich im Pazifik eingesetzt und führten ihre Fahrten vor der sowjetischen Ostküste durch. Da sie von ihrem Heimathafen Pearl Harbor auf Hawaii erst eine längere Anfahrt in die Patrouillengebiete in Kauf nehmen mussten, begannen Einsatzfahrten mit Zwischenstopps auf den Midwayinseln oder in Adak, Alaska, wo die Dieselvorräte wieder aufgefüllt wurden, um den Booten längstmögliche Fahrten vor der Küste zu erlauben.
Während der Fahrten blieben die Boote durchgehend getaucht und befuhren in Schleichfahrt von wenigen Knoten, angetrieben von den Elektromotoren, ein vorher festgelegtes, geheimes Gewässer. Dies wurde lediglich unterbrochen von Schnorchelphasen, die regelmäßig nach einigen Tagen eingelegt werden mussten, um die Batterien wieder aufzuladen. Die einzelnen Fahrten konnten bis zu 60 Tage dauern. Beide Boote führten in ihrer Einsatzzeit als Marschflugkörper-U-Boot jeweils neun solche Fahrten durch.